# Rioja (vino)
Rioja è un vino a "Denominación de Origen Calificada" (D.O.Ca), da una denominazione del Rio (fiume) Oja in Spagna, un affluente dell'Ebro. Il vino è fatto con grappoli provenienti dalle comunità autonome di La Rioja e Navarra e la provincia Basca di Álava. La Rioja è ulteriormente suddivisa in tre zone Rioja Alavesa, Rioja Alta, Rioja Baja. Rioja Alta è quella più alta e che produce il vino migliore.

## Storia
La coltivazione della vite a Rioja ha origine antica, risalendo ai Fenici e ai Celtiberici. La più antica prova scritta dell'esistenza dei vigneti è datata 873, sotto forma di un documento dal notariato pubblico di San Millán concernente una donazione al monastero San Andrés de Trepeana. Come in molte regioni durante il Medioevo, i monaci erano i principali responsabili della preparazione del vino a Rioja, e grandi sostenitori delle sue virtù.
Nel 1852, Luciano Murrieta creò il primo vino dell'area "Duque de la Victoria", avendone appreso il processo a Bordeaux. Nel 1892, la "Viticulture and Enology Station" di Haro fu fondata con scopi di controllo-qualità. Nel 1902 fu promulgato un decreto reale che determinava l'origine di Rioja. Il "Consejo Regulador" fu creato nel 1926 con l'obiettivo di limitare le zone di produzione, espandendo la garanzia del vino e controllando l'uso del nome "Rioja". Questo Consiglio divenne strutturato legalmente nel 1945 e infine fu inaugurato nel 1953. Nel 1970 fu approvato il regolamento per la Denominacion de Origen come pure il regolamento per il Consiglio Regolatore. Nel 1991, l'appellativo prestigioso "Calificada" (qualificata) fu conferito al vino Rioja, rendendolo così il primo "Denominazione d'origine qualificata".

## Viticoltura

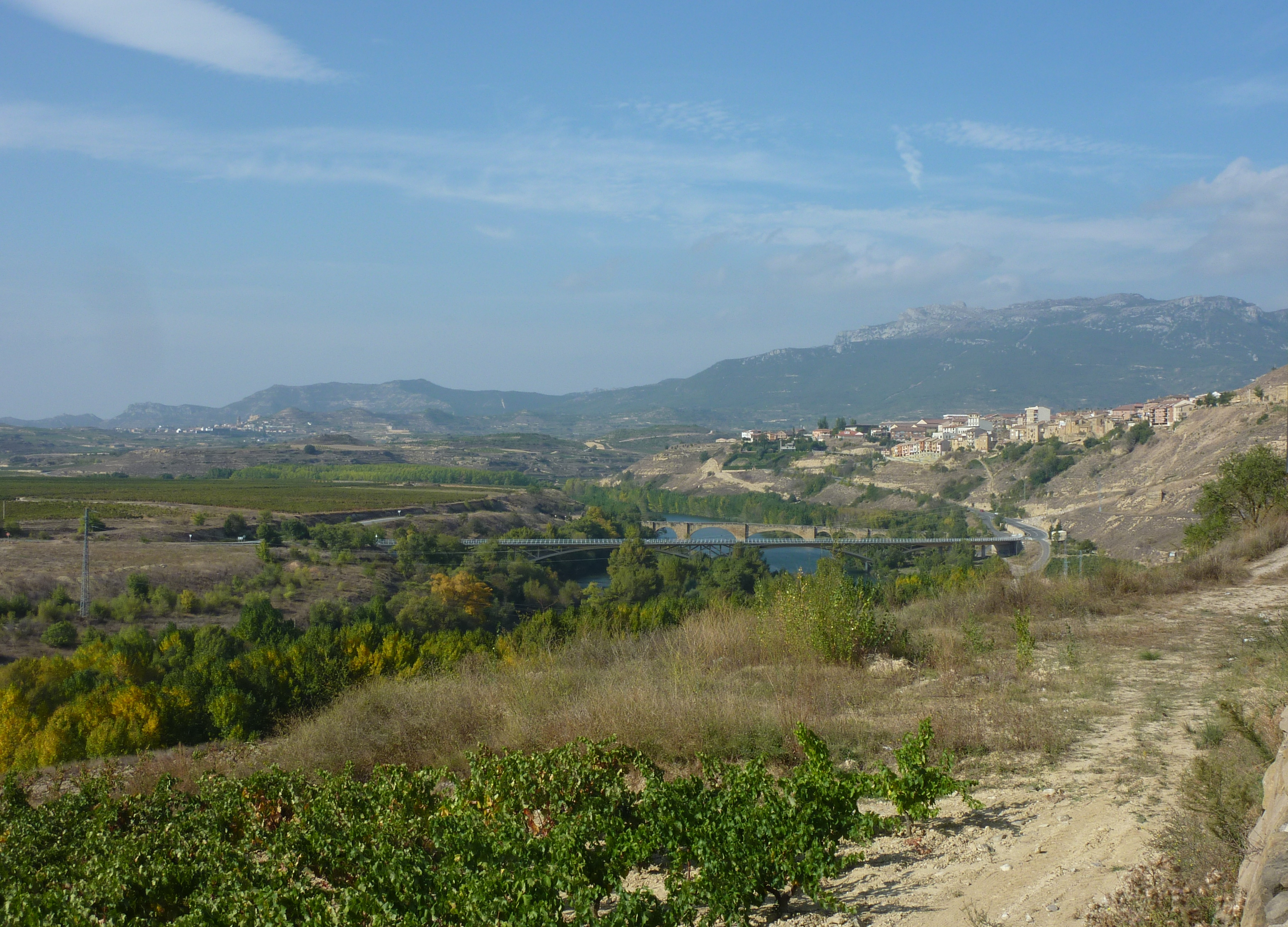
Regione di Rioja Alta

I vini Rioja sono in genere una miscela di uve di diversi vitigni, e possono essere rossi, bianchi o rosé. "La Rioja" ha un totale di 57.000 ettari coltivati, producendo 250 milioni di litri di vino all'anno, di cui l'85% è rosso.
Fra i rossi, il più conosciuto e più largamente usato è il Tempranillo. Altri vitigni includono Garnacha Tinta, Graciano, e Mazuelo. 
I vini Rioja rossi sono classificati in quattro categorie: la "Rioja", la più giovane, rimanendo meno di un anno in botti d'invecchiamento di rovere; "Crianza", vino invecchiato almeno due anni, dei quali almeno uno in rovere; "Rioja Reserva" invecchia almeno tre anni, di cui almeno uno in botti in rovere; infine "Rioja Gran Reserva" sono stati invecchiati almeno due anni in rovere e tre in bottiglia.

## Produzione
- Vini rossi. Ci sono due metodi per la produzione di rossi: macerazione carbonica e un'altra dove il raspo è eliminato prima della fermentazione.
- Vini bianchi. Il grappolo passa intero nel colatoio, e i raspi e le bucce sono rimosse, ciò che si ottiene è fermentato.
- Vini rosé. I grappoli vengono puliti prima d'andare nel colatoio e sono leggermente spremuti. Essi vanno poi alla macerazione con le bucce. Il prodotto ottenuto è poi travasato prima della fermentazione.

## Invecchiamento
La maturazione è effettuata in botti di rovere da 225 litri per un periodo da uno a tre anni. In seguito il vino invecchia in bottiglia per un tempo da sei mesi a sei anni.